# Bono corporativo
Los bonos corporativos son un tipo de bono financiero emitido por una corporación. Es un bono emitido por una corporación para recaudar dinero con el fin de expandir su negocio. El término se aplica generalmente a instrumentos de deuda a largo plazo, por lo general con una fecha de vencimiento que cae al menos un año después de su fecha de emisión. (El término "papel comercial" a veces se utiliza para instrumentos con un vencimiento más corto.)
A veces, el término "bonos corporativos" se utiliza para incluir todos los bonos, excepto los emitidos por gobiernos en sus propias monedas. Estrictamente hablando, sin embargo, sólo se aplica a los emitidos por las empresas. Los bonos de autoridades locales y las organizaciones supranacionales no encajan en ninguna de las categorías. 
Los bonos corporativos son listados a menudo en las principales Bolsas de Valores (a estos bonos se les llama "bonos listados") y en las ECN como Bonds.com y MarketAxess, y el cupón de bono. (Por ejemplo: pago de intereses) es por lo general imponible. A veces este cupón puede ser nulo con un alto valor de reembolso. Sin embargo, a pesar de ser listados en las bolsas, la gran mayoría del volumen de operaciones en bonos corporativos en los mercados más desarrollados se llevan a cabo en mercados descentralizados, basados en interacciones con agentes y corredores bursátiles. 
Algunos bonos corporativos han incorporado una opción de compra que permite al emisor redimir la deuda antes de su fecha de vencimiento. Otros bonos, conocidos como bonos convertibles, permiten a los inversores convertir el bono en acciones.
Los diferenciales de crédito corporativo, alternativamente, se pueden obtener a cambio de que el riesgo de incumplimiento a través del mecanismo de swaps de incumplimiento crediticio que da una exposición sintética no financiada a riesgos similares a las mismas "entidades de referencia ". Sin embargo, debido a la bastante volátil 'base' de CDS los diferenciales de los CDS y los diferenciales de crédito de los bonos corporativos pueden ser significativamente diferentes.

## Tipos
Deuda corporativa cae en varias categorías amplias:
- La deuda garantizada frente a la deuda sin garantía
- La deuda principal frente a la deuda subordinada

En general, la posición más alta la estructura de capital de la compañía, el más fuerte de los reclamos de los activos de la compañía en el caso de un incumplimiento.

## Análisis de riesgos
En comparación con deuda públicas, los bonos corporativos en general tienen un mayor riesgo de incumplimiento. Este riesgo depende de la corporación de expedición del bono, las condiciones actuales del mercado y los gobiernos a los que el emisor del bono se está comparando y la calificación de la empresa. Los titulares de los bonos corporativos son compensados por el riesgo de recibir un mayor rendimiento que los bonos del gobierno.
Esto llega a la conclusión de que cuanto mayor sea el riesgo, mayor será el beneficio.

## Otros riesgos en bonos corporativos
El riesgo de impago se ha discutido más arriba, pero también hay otros riesgos para la cual los tenedores de bonos corporativos esperan ser compensados por el diferencial de crédito. Esto es, por ejemplo, por qué el spread ajustado por opciones sobre una MBS Ginnie Mae generalmente será mayor que cero la curva de rendimiento del Tesoro.
Crédito de Riesgo Diferencial El riesgo de que el diferencial de crédito de un bono (extra rendimiento para compensar a los inversionistas para la toma de riesgo de impago), que es inherente al cupón fijo, se convierte en una compensación insuficiente por el riesgo de incumplimiento que se ha deteriorado posteriormente. A medida que el cupón es fijo la única manera que el diferencial de crédito puede reajustarse a las nuevas circunstancias es por el decreciente precio de mercado del bono y el aumento de la producción a un nivel tal que un diferencial crediticio adecuado se ofrece.
Riesgo de Tasa. El nivel de rendimiento en general, en un mercado de bonos, según lo expresado por el rendimiento de los bonos, puede cambiar y por lo tanto llevar a cabo cambios en el valor de mercado de los bonos de cupón fijo de modo que su rendimiento al vencimiento se ajusta a nuevos niveles apropiados.
Riesgo de Liquidez. Puede que no haya un mercado secundario continuo para una fianza, lo que deja un inversor con dificultad en la venta de los casos, ni siquiera cerca, de un precio justo. Este riesgo en particular podría ser más severa en los mercados en desarrollo, donde una gran cantidad de bonos basura pertenecen, tales como China, Vietnam, Indonesia, etc.
Suministro de riesgo. La pesada emisión de nuevos bonos similar a la que tuvo lugar pueden deprimir sus precios.
Riesgo de inflación. La inflación reduce el valor real de los flujos futuros de efectivo de importe determinado. Una anticipación de la inflación, o aumento de la inflación, puede bajar los precios de inmediato.
Impuesto de Riesgo del Cambio. Cambios no anticipados en los impuestos puede afectar negativamente el valor de un bono a los inversores y por lo tanto su valor de mercado inmediata.

## Índices de bonos corporativos
Los índices de bonos de las empresas incluyen el Índice Barclays Corporate Bond, el Citigroup EE. UU. amplio índice de grado de inversión de crédito, y el índice Dow Jones Corporate Bond.